# ТА-88
ТА-88  — военно-полевой телефонный аппарат универсального типа с индуктором нажимного типа производства СССР/РФ, выпускается с 1988 года (откуда и название: Телефонный аппарат — образца 1988 года — ТА-88).

## История
Поступил на вооружение в 1988 году. Пришёл на смену ТА-57, став его дальнейшей модернизацией. Хорошо зарекомендовал себя за время применения.
В России ТА-88 и другие полевые телефоны выпускаются на пермском телефонном заводе «Телта».

## Применение
В армии РФ телефонный аппарат ТА-88 постепенно заменяет аппараты ТА-57.

### Дальность связи
- ТА-88 обеспечивает приём и передачу речи при экстремальном уровне шумов в месте приёма.
- ТА-88 перекрывает затухание 44дБ, что гарантирует надежную связь:
  - по полевым кабельным линиям до 40 км;
  - по воздушным линиям (с диаметром проводов 3 мм): до 100-200 км.

### Уровень сигнала
- Абсолютный уровень сигнала на выходе тракта передачи на нагрузку 600 Ом
  - при двухпроводном включении: от 0 до 3 дБ
  - при четырёхпроводном включении: от -3,2 до 3,8 дБ

### Электропитание
Питание аппарата в режиме МБ осуществляется от набора из  6 элементов А-316, составляющих абонентскую батарею. Возможность ведения разговора при отсутствии батареи обеспечивается индуктором нажимного типа: одного нажатия на клавишу достаточно для ведения разговора в течение 5 секунд.

### Технические характеристики
- Вес аппарата с батареей: не более 3 кг.
- Габариты: 230*165*90 мм.
- Наработка на отказ: не менее 14 000 часов.
- Срок службы: 20 лет.

Аппарат сохраняет работоспособность при:
- температуре окружающей среды от минус 40 °С до +50 °С и
- относительной влажности 98% при температуре +35°С.